# Hrvatska enciklopedija (LZMK)
Hrvatska enciklopedija, znana tudi kot Hrvatska opća enciklopedija (Hrvaška splošna enciklopedija), je splošna enciklopedija v hrvaščini, ki jo je izdal Leksikografski zavod Miroslav Krleža v Zagrebu. Poleg tiskane izdaje od leta 2013 obstaja tudi spletna izdaja enciklopedije.
Prvi zvezek je izšel 5. maja 1999, zadnji, 11. zvezek, pa je bil javnosti predstavljen 10. decembra 2009.

## Zvezki
| Zvezek          | Odgovorni urednik | Leto izdaje | Strani | ISBN                   |
| --------------- | ----------------- | ----------- | ------ | ---------------------- |
| I., A – Bd      | Dalibor Brozović  | 1999        | 674    | ISBN 953-6036-31-2     |
| II., Be – Da    | Dalibor Brozović  | 2000        | 723    | ISBN 953-6036-32-0     |
| III., Da – Fo   | Dalibor Brozović  | 2001        | 722    | ISBN 953-6036-33-9     |
| IV., Fr – Ht    | Dalibor Brozović  | 2002        | 753    | ISBN 953-6036-34-7     |
| V., Hu – Km     | August Kovačec    | 2003        | 725    | ISBN 953-6036-35-5     |
| VI., Kn – Mak   | August Kovačec    | 2004        | 786    | ISBN 953-6036-36-3     |
| VII., Mal – Nj  | August Kovačec    | 2005        | 814    | ISBN 953-6036-37-1     |
| VIII, : O – Pre | Slaven Ravlić     | 2006        | 773    | ISBN 953-6036-38-X     |
| IX., Pri – Sk   | Slaven Ravlić     | 2007        | 842    | ISBN 978-953-6036-39-4 |
| X., Sl – To     | Slaven Ravlić     | 2008        | 830    | ISBN 978-953-6036-40-0 |
| XI., Tr – Ž     | Slaven Ravlić     | 2009        | 859    | ISBN 978-953-6036-41-7 |